# Целина (Болгария)
Целина (болг. Целина) — село в Болгарии. Находится в Старозагорской области, входит в общину Чирпан. Население составляет 268 человек.

## Политическая ситуация
В местном кметстве Целина, в состав которого входит Целина, должность кмета (старосты) исполняет Ленко Димитров Тончев (Болгарская социалистическая партия (БСП)) по результатам выборов правления кметства.
Кмет (мэр) общины Чирпан — Васил Георгиев Донев (коалиция: Политическое движение социал-демократов (ПДСД) и Объединённый блок труда (ОБТ)) по результатам выборов в правление общины.